# Next (группа)
«Next» — американский музыкальный коллектив в жанре «R&B», наиболее известны своим синглом «Too Close», занявшим первое место в музыкальном чарте «Billboard Hot 100».
Также известны благодаря песням «Wifey» и «I Still Love You», которые до сих пор часто транслируются на радиостанциях «Urban Adult Contemporary» в США.

## История

### 1992–1999: Ранние годы
Коллектив был сформирован в 1992 году Робертом «Р.Л.» Хаггаром и братьями Рафаэлем «Твити» Брауном и Терри «Т-Лоу» Брауном в Миннеаполисе.
Первоначально они были известны как — «Straight4ward», ими руководила Энн Несби из «Sounds of Blackness».
Однако после того, как он привлёк внимание KayGee из «Naughty by Nature», он пригласил коллектив на свой музыкальный лейбл лейбл «Arista», после этого начал работать над дебютным альбомом.

### Прорыв
В сентябре 1997 года коллектив выпустили свой дебютный сингл «Butta Love», спродюсированный — KayGee, который стал большим хитом в стиле R&B для группы, заняв 4-е место и попав в топ-20 чарта Billboard Hot 100.
30 сентября вышел дебютный альбом «Rated Next».
В 1998 году вышел музыкальный сингл — «Too Close», который занял первое место как в чартах R&B, так и в чартах Billboard Hot 100.
Продажи их дебютного музыкального альбома резко выросли, помогая альбому достичь 13-го места в R&B и 37-го места в Billboard 200, в итоге став дважды платиновым и заработав номинации на — «American Music Awards», «Billboard Awards» и «Soul Train Awards».
Третий сингл "I Still Love You" принес группе еще один хит в пятерке лучших в стиле R&B и в двадцатку лучших в чартах Hot 100.

### 2000 – настоящее время: Смена лейбла
В 2000 году коллектив выпустил музыкальный сингл «Wifey», перед своим вторым альбомом для музыкального лейбла — «Arista».
Композиция стала ещё одним R&B-хитом №1 для коллектива, в ней также участвовал певец Лил Мо на бэк-вокале.
Их второй музыкальный альбом — «Welcome II Nextasy», был выпущен в июне 2000 года и получил золотой статус, благодаря заглавному синглу.
Второй музыкальный сингл — «Beauty Queen» занял 48-е место в R&B и 59-е место в Hot 100.

### Перерыв
После цикла альбомов коллектив взяла перерыв, в результате чего RL записал и выпустил свой дебютный сольный альбом — «Ements», для тогда ещё нового лейбла «J Records» в 2002 году, который добился большого успеха с синглами «Got Me a Model» и «Хороший человек».
Коллектив также присоединилась к лейблу — «J Records» и выпустила свой третий студийный музыкальный альбом «The Next Episode» в декабре того же года.
В альбом вошёл главный сингл — «Imagine That», который занял 66-е место в R&B и 91-е место в Hot 100.
Кроме того, коллектив сотрудничал с Джахеймом, над его синглом — «Anything», из его дебютного альбома «Ghetto Love», который принёс музыкальному коллектиу ещё один хит в десятке лучших R&B.
Затем покинув лейбл «J Records», коллектив ненадолго объеденился с музыкальными лейблами — «G-Unit» и «Music World», но не выпускали никакой музыки.

### Распад
Позже коллектив распался из-за внутренних конфликтов и члена «T-Low», страдающего от болезни горла, которая положила конец карьере, но в конце концов воссоединилась в 2011 году.
В 2014 году коллектив начал и завершил работу над новым альбомом — «Next, Lies & Videotape», (изначально называвшимся — Music 101), но в конечном итоге он был отложен.
В 2016 году коллектив был представлен в сериале — TV One «Unsung», что спровоцировало ещё одно воссоединение коллектива после нескольких лет разлуки.
В марте 2018 года коллектив представил свой новый музыкальный сингл — «Want It», на радио «ОАК».

## Дискография

### Студийные альбомы
| Rated Nex                                                                            | - Релиз: 30 сентября 1997 - Лейбл: Arista - Форматы: CD, цифровая загрузка   | 37  | 13 | 57 | 20 | —  | - RIAA: 2 × Платина - МС: Золото |  |
| Welcome ll Nextasy                                                                   | - Релиз: 20 июня 2000 - Лейбл: Arista - Форматы: CD, цифровая загрузка       | 12  | 4  | 74 | —  | 85 | - RIAA: Золото - BPI: Серебро    |  |
| The Next Episode                                                                     | - Релиз: 17 декабря 2002 - Лейбл: J Records - Форматы: CD, цифровая загрузка | 120 | 27 | —  | —  | —  |                                  |  |
| «—» обозначает, что песня не попала в чарты или не была выпущена на этой территории. |                                                                              |     |    |    |    |    |                                  |  |

### Синглы
| «Butta Love»                                                                         | 1997 | 16 | 4  | —  | —  | - RIAA: Золото                 | Rated Nex          |
| «Too Close»                                                                          | 1997 | 1  | 1  | 12 | 24 | - RIAA: Платина - ИПБ: Серебро | Rated Nex          |
| «I Still Love You»                                                                   | 1998 | 14 | 4  | 31 | —  | - RIAA: Золото                 | Rated Nex          |
| «Wifey»                                                                              | 2000 | 7  | 1  | 64 | 19 | - ИПБ: Серебро                 | Welcome ll Nextasy |
| «Beauty Queen»                                                                       | 2000 | —  | 48 | —  | —  |                                | Welcome ll Nextasy |
| «Imagine That»                                                                       | 2002 | —  | 66 | —  | —  |                                | The next Episode   |
| «Anything» (при уч. Jaheim)                                                          | 2002 | 28 | 6  | —  | —  |                                | Ghetto Love        |
| «Want It«»                                                                           | 2018 | —  | —  | —  | —  |                                | неальбомный релиз  |
| «—» обозначает, что песня не попала в чарты или не была выпущена на этой территории. |      |    |    |    |    |                                |                    |

## Награды и номинации
- Награды рекламного щита
  - Лучший новый исполнитель 1998 года (победитель)
  - 1998 Top Hot 100 Singles - Duos / Group (победитель)
  - Лучший исполнитель R&B 1998 года - дуэты / группа (победитель в синглах и альбоме)
  - Лучший новый исполнитель R&B 1998 года (победитель)
  - Лучший исполнитель синглов в стиле R&B 1998 года (победитель)
  - Лучший исполнитель синглов в стиле R&B 1998 года - дуэты / группа (победитель)
  - 1998 Top Hot 100 Single (победитель)
  - Лучшая трансляция сингла в стиле R&B 1998 года (победитель)
- Американская музыкальная премия
  - 1999, Любимая соул / R&B группа, дуэт или группа: (номинация)
  - 1999, Любимый новый исполнитель в стиле соул / R&B: (номинация)
- Награды поезда души
  - 2001, Лучший R&B/соул-альбом группы, дуэта или группы: Welcome II Nextasy (номинация)
  - 1999, Лучший R&B/соул-сингл группы, дуэта или группы: "Too Close" (победитель)